# Villeneuve-sur-Lot
Villeneuve-sur-Lot (okcitansko Vilanuèva d'Olt), nekdanji Villeneuve-d'Agen, je mesto in občina v jugozahodni francoski regiji Nova Akvitanija, podprefektura departmaja Lot-et-Garonne. Leta 1999 je mesto imelo 22.782 prebivalcev.

## Geografija
Kraj leži v jugozahodni Franciji ob reki Lot, ki ga deli na dva neenakomerna dela, 28 km severno od Agena. 

## Administracija
Villeneuve-sur-Lot je sedež dveh kantonov:
- Kanton Villeneuve-sur-Lot-Jug (del občine Villeneuve-sur-Lot, občine Bias, Pujols, Saint-Antoine-de-Ficalba, Sainte-Colombe-de-Villeneuve, Sembas),
- Kanton Villeneuve-sur-Lot-Sever (del občine Villeneuve-sur-Lot, občina Lédat).

Mesto je prav tako sedež okrožja, v katerega so poleg njegovih dveh vključeni še kantoni Cancon, Castillonnès, Fumel, Monclar, Monflanquin, Penne-d'Agenais, Sainte-Livrade-sur-Lot, Tournon-d'Agenais in Villeréal s 86.850 prebivalci.

## Zgodovina
Villeneuve je bil ustanovljen leta 1254 kot srednjeveška bastida s strani Poitierskega grofa Alfonza, brata Ludvika IX., na mestu dotedanjega kraja Gajac, zapuščenega med Albižansko križarsko vojno.

## Znamenitosti
- Pariška in Pujolska mestna vrata iz 13. in 14. stoletja
- Cerkev sv. Katarine v romansko-bizantinskem slogu, postavljena v 13. stoletju,
- Cerkev sv. Štefana, 13. do 16. stoletje,
- stari most Le Pont Vieux,
- trg Place des Cornières.

## Pobratena mesta
- Ávila (Španija),
- Bouaké (Slonokoščena obala),
- Neustadt bei Coburg (Nemčija),
- San Donà di Piave (Italija),
- Troon (Škotska, Združeno kraljestvo).